# Boris Pasternakmetrobrug
De Boris Pasternakmetrobrug (brug 9110) is een bouwkundig kunstwerk in Amsterdam-Zuidoost.
Het bestaat uit een tweetal viaducten die gebouwd zijn in het kader van de Amsterdamse metro en wel in de Oostlijn met de twee varianten Geinlijn en Gaasperplaslijn. Hieraan werd gebouwd in de periode 1970-1974. Daarna begonnen testwerkzaamheden. Het metrostation Strandvliet werd op 14 oktober 1977 geopend. Dat station wordt gedragen door een dijklichaam met drie combinaties van metro- en spoorbruggen, waarvan de Boris Pasternakmetrobruggen de noordelijken zijn. De metrobrug bestaat uit twee afzonderlijke viaducten over een voetpad dat geen naam heeft, maar de in- en uitgang verzorgt vanaf en naar de Boris Pasternakstraat. Straat en metrobruggen zijn vernoemd naar de schrijver Boris Pasternak; de straat al op 17 november 1982, de metrobruggen op 21 november 2017. De metrobruggen werden ontworpen door Ben Spängberg, hoofdarchitect bij de Dienst der Publieke Werken, die de assistentie van de zelfstandig werkende architect Sier van Rhijn inriep. De viaducten etc. maken deel uit van een totaalontwerp van beide metrolijnen, waaronder alle kunstwerken, stations maar bijvoorbeeld ook de metrostellen. Spängberg en Van Rhijn waren voorstander van "één samenhangend beeld".
De twee metrobruggen worden al sinds de bouw geflankeerd door twee spoorviaducten, die vooralsnog niet zijn vernoemd.
Rond 2018 vindt een grote renovatieslag plaats binnen station en kunstwerken in de Oostlijn. Desalniettemin blijven kunstwerken en stations een eenheid vormen. Zo zijn (bijna) alle taluds en keermuren afgewerkt middels tegelwerken in de kleuren geel en blauw, toegangen zijn fel rood. Na de renovatie werden de namen van de metrostations afgebeeld op tegelwerken van de Koninklijke Tichelaar Makkum.

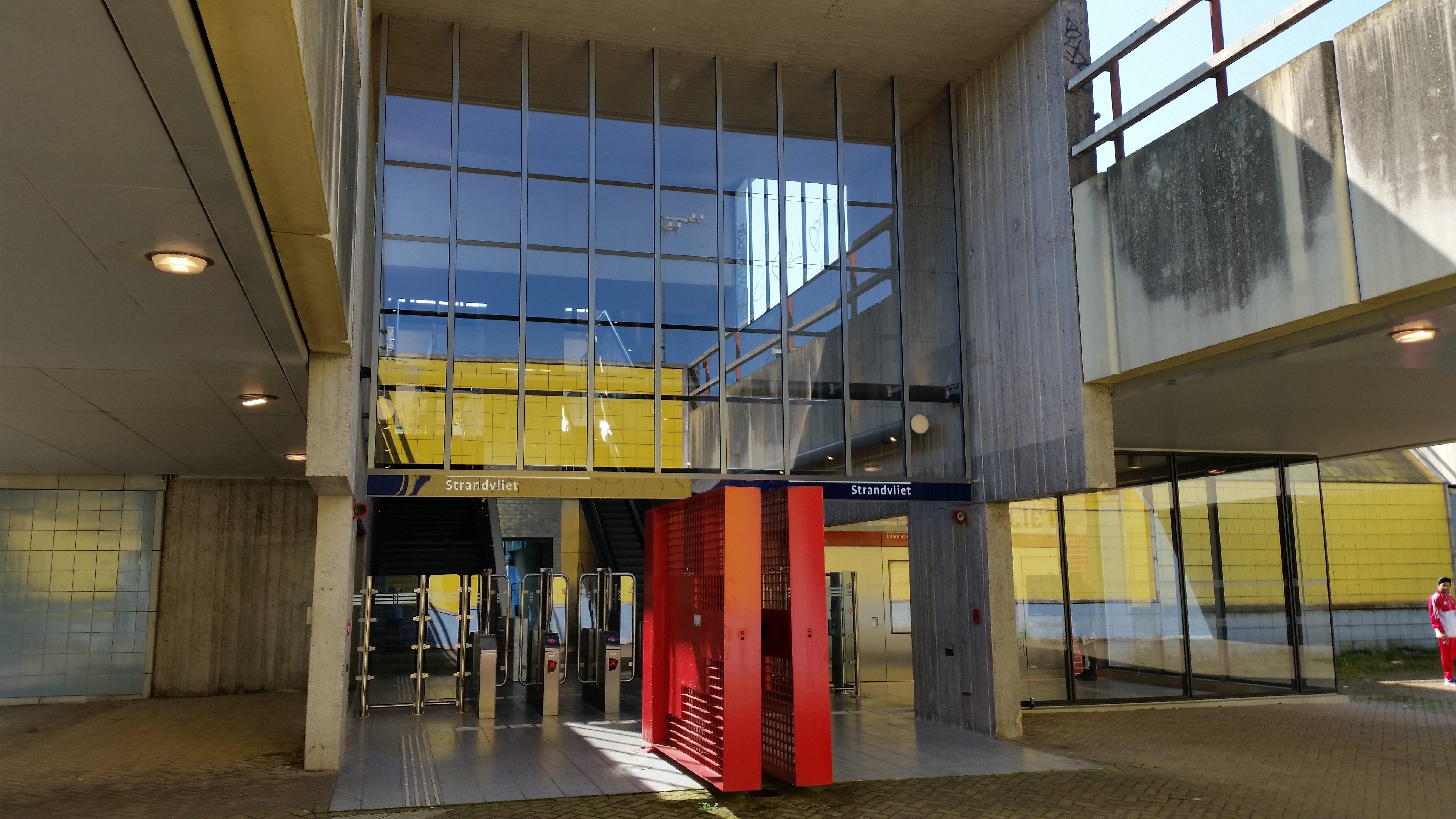
Ingang Strandvliet tussen de Boris Pasternakmetrobruggen (mei 2020)